# Georges Sébastian
Georges Sébastian, nato György Sebestyén (Budapest, 17 agosto 1903 – La Hauteville, 12 aprile 1989), è stato un direttore d'orchestra ungherese naturalizzato francese, specializzato in Wagner e nel repertorio postromantico (Bruckner, Mahler e Richard Strauss).

## Biografia
Studiò prima pianoforte e violino a Budapest, prima di passare allo studio della composizione. Si perfezionò poi con Leó Weiner, Zoltán Kodály e Béla Bartók. Nel 1921 fu assunto come suggeritore presso il Teatro dell'Opera di Stato di Monaco di Baviera, dove lavorò con Bruno Walter e divenne il suo assistente direttore l'anno successivo.
Trascorse poi una stagione come assistente direttore presso il Metropolitan Opera House di New York (1923-24 dove si esibì come pianista). Al suo ritorno in Europa, diresse nei teatri di Amburgo e Lipsia prima di diventare primo direttore al Opera municipale di Berlino (1927-1930). Divenne poi direttore musicale della Radio di Mosca e della sua Orchestra Filarmonica (1931-1937). Nel 1935, diresse la prima esecuzione della versione originale dell'opera di Moussorgsky, Boris Godunov.
Nel 1938, tornò negli Stati Uniti e vi trascorse gli anni della seconda guerra mondiale dirigendo presso la San Francisco Opera il programma radiofonico della CBS e la Scranton Philharmonic Orchestra.
Dopo la guerra tornò in Europa e si stabilì in Francia. Fece il suo debutto al Palais Garnier nel 1947 e diresse in occasione del debutto di Maria Callas (1958) e Renata Tebaldi (1959). Fu molto attivo anche con l'orchestra sinfonica della radio francese con la quale eseguì il ciclo completo delle sinfonie di Bruckner e Mahler.
Registrò le opere complete Lakmé (con Mado Robin, 1952) e Mignon (1953) per la Decca Records, e Thaïs (con Géori Boué, 1952) e Werther (p. 1953) per Urania . Le sue registrazioni migliori, tuttavia, sono considerate quelle dei brani dalla Carmen (1946), con Risë Stevens, Raoul Jobin e Robert Weede per la Columbia Records. Esistono poi delle registrazioni "pirata" di Elektra (1966) e Salomè (1967), entrambe con Anja Silja.
EMI ha pubblicato il video Callas, "La Grande Nuit de l'Opéra", su DVD. Sono inclusi i brani tratti da La forza del destino, Norma, Il trovatore, Il barbiere di Siviglia e una messa in scena del secondo atto di Tosca (con Albert Lance e Tito Gobbi).